# 法廷弁護士
法廷弁護士（ほうていべんごし）又はバリスター（英:barrister）（地域によってはアドヴォケイト（英：advocate））は、主にイギリスなど一部の英米法（コモン・ロー）諸国において、法廷での弁論、証拠調べ等についての職務を独占する弁護士である。現在では統合されつつあるものの、これらの国では、法廷弁護士と事務弁護士（ソリシター、solicitor）との間で分業が行われている。事務弁護士は、依頼者から直接依頼を受け、法的アドバイスや法廷外の訴訟活動を行うのに対し、法廷弁護士は、依頼者に法廷での弁論が必要になったときに、事務弁護士からの委任を受けて初めて事件に関与する。また、事務弁護士が、法律的な論点についての専門的助言を得るために法廷弁護士に依頼することもある。
英米法の国の中でも、アメリカ合衆国を含め、多くの国では、法廷弁護士と事務弁護士の区別は見られない。代理人である弁護士が訴訟のすべての局面を担当するとともに、登録された土地の法廷に出頭することができる。

## 概要

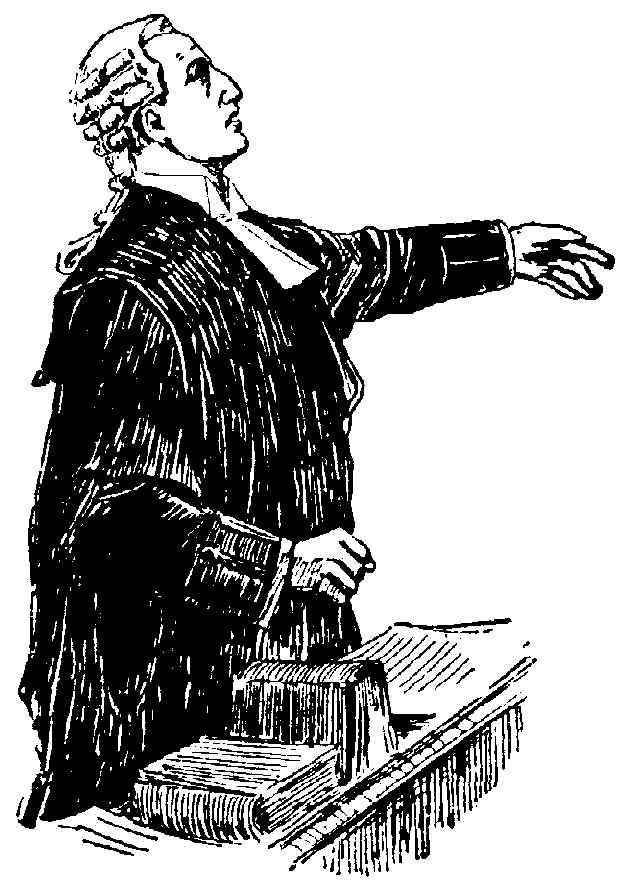
イングランドの法廷弁護士（20世紀初頭）。

### 法廷弁護士の業務
分業制の国では、依頼者と会って直接仕事をするのは事務弁護士である。そして事務弁護士が、依頼者の予算の範囲内で、事件の性質を踏まえて、適任かつ経験のある法廷弁護士に委任する責任を持つ。法廷弁護士（「カウンセル」ともいう）は依頼者と直接コンタクトをとることはほとんど、あるいは全くない。特に、委任者である事務弁護士の立会や関与なく依頼者と接触することはない。法廷弁護士からの連絡、事情の聴取り、報酬請求などはすべて事務弁護士宛てに行われ、法廷弁護士の報酬については事務弁護士が基本的に責任を持つ。
法廷弁護士は、かつて、準備書面（訴答書面）の作成や証拠の検討など、裁判の準備の上でも大きな役割を担っており、一部の法域では、現在もそれが行われている。しかし、その他の法域では、法廷弁護士は、審理の1、2日前に事務弁護士から“brief”という摘要書だけを受け取るというのが一般的である。その理由の一つが、費用の問題である。法廷弁護士は、摘要書を受け取った時点で“brief fee”と呼ばれる着手金を受け取ることができ、これが法廷弁護士の裁判関係の報酬の大部分を占める。そして、裁判の2日目から、1日ごとに “refresher”と呼ばれる追加報酬が発生する。裁判は審理の間際数日前に和解で解決することが多いことから、多くの事務弁護士はぎりぎりまで摘要書の授受を遅らせて費用を節約しようとするのである。
多くの国で、法廷弁護士は1人で開業しており、パートナーシップを結ぶことは禁止されている。もっとも、法廷弁護士は一つの事務所 (chamber) を共用し、事務員や運営費を分担し合っていることが多い。事務所の中には、大型化・高機能化し、会社のようになっているところもある。他方で、事務弁護士事務所の勤務弁護士や、銀行、会社等のインハウスローヤーとして雇われて働く法廷弁護士もいる。
後述する上級事務弁護士(ソリシター・アドヴォケイト)に弁論権が与えられた現在では、事務弁護士の法律事務所では、コスト面や、依頼者との関係の都合上から、最先端の分野の顧問業務・訴訟業務でさえ事務所内で処理するところが増えている。他方で、法廷弁護士が一般顧客から直接法律相談を受けることの禁止も、かなり撤廃されている。それでも、ほとんどの法域で、法廷弁護士が直接法律相談を受けることは少ないのが実情である。これは、狭い専門分野に特化した法廷弁護士や、弁論中心のトレーニングを受けている法廷弁護士は、相談者への一般的なアドバイスの提供に対応できないというのも一つの理由である。

### 事務弁護士との違い
歴史的に、法廷弁護士と事務弁護士の違いは、代理人 (attorney) であるかどうかという点にある（現在のイングランドおよびウェールズでも、それが引き継がれている）。つまり、事務弁護士は法律的に依頼者の代わりに行為することができ（契約への署名など）、裁判所に申立てを行ったり相手方に対する書面を書いたりして訴訟を追行することができる。これに対し、法廷弁護士は代理人 (attorney) ではなく、通常、法又は職業規範上（あるいはその両方により）、訴訟を実行 (conduct) することは禁止されている。すなわち、法廷弁護士は法廷で依頼者のために弁論を行うが、それは事務弁護士からその権限を与えられた場合に限られる。
また、法廷弁護士は、判例についてのより専門的な知識を有している場合が多い。一般的な業務を行う事務弁護士が特殊な法律問題に行き当たった場合、その論点について法廷弁護士の助言 (opinion of counsel) を求めることがある。
法廷では、法廷弁護士は見た目で事務弁護士と区別できるようになっている場合が多い。例えば、アイルランドやイングランドおよびウェールズでは、法廷弁護士は通常馬の毛のかつら（ウィッグ）、固い襟、ベルトとガウンを着けている。2008年1月現在、ソリシター・アドヴォケイトもウィッグを着けることが許されているが、ガウンが法廷弁護士と違っている。

### 上級事務弁護士
伝統的に、上位の裁判所での弁論権 (right of audience) を持つのは、原則として法廷弁護士だけである。分業制の国において事務弁護士は下位の裁判所においてのみ弁論権を有することが一般的である。しかし、イングランドおよびウェールズとスコットランドでは、一部の事務弁護士が法廷弁論の訓練課程を経て上級事務弁護士（ソリシター・アドヴォケイト）としての認定を受けている。ソリシター・アドヴォケイト (Solicitor Advocate) の資格を取得した上級事務弁護士は、法廷弁護士と同様に最高裁を含む全ての裁判所で弁論する権限(higher rights of audience)を有する。

### 勅選弁護士
イングランドおよびウェールズに固有の制度で、特に複雑な事件の弁論のみを行う弁護士をいう。従来は経験年数10年以上の法廷弁護士の中から大法官の助言に基づき国王がこれを任命していた。しかし、制度改正を経た現在では、選考委員会(Selection Panel)が申請に基づき法廷弁護士と上級事務弁護士の中から選考を行い、大法官の助言を経て国王が任命することとなっている。故に「国（女）王の弁護士」とも呼ばれる。

### 分業制のメリットとデメリット
分業制がとられているのは、歴史的な経緯によるものであるが、現在でもいくつかの理由付けが行われている。
- 独立した法廷弁護士が訴訟の経緯を見直すことによって、依頼者はその分野の専門家から新鮮かつ独立した意見を得られる。一元制の法域ではそのようなことはほとんどない。
- すべての専門的な法廷弁護士に依頼が持ち込まれることにより、小規模な事務所でも大事務所と競争することができる。
- 法廷弁護士は、事務弁護士の訴訟追行をチェックする役割を果たす。審理前に事務弁護士による弁護活動が適切に行われていないことが分かった場合は、法廷弁護士は依頼者に、事務弁護士に対する損害賠償請求が可能であることを助言することができる（そしてそれは通常法廷弁護士の義務とされる）。
- 法廷弁論に特化した法廷弁護士が審理立会を担当することによって、より円滑かつプロフェッショナルなやり方で審理を行うことができる。

これに対し、デメリットも指摘されている。
- 法律的アドバイザーが二重に介在することにより、コストが高くなる。
- 法廷弁護士は案件獲得に関して事務弁護士に依存しているため、法廷弁護士が、自分に事件を委任した事務弁護士を客観的に批判できるかについては疑問が残る。
- 法廷弁護士は、過度に専門化しすぎており、自分の専門分野以外の広い範囲の法律知識に乏しいと批判されることがある。

### 規律・監督
法廷弁護士は、その業務を行う管轄区域の法廷弁護士団 (bar)、及びいくつかの国では所属の法曹学院 (Inn of Court) の監督を受ける。このほかに外部機関による監督が行われる国もあるが、そういった国では、国家権力から市民を守るという職業の独立性に反するのではないかとの批判がされている。
法曹学院は、法廷弁護士の資格取得を司る独立した団体であり、名目上、法廷弁護士の研修、加入、懲戒について責任を有している。法曹学院が設置されている国では、法廷弁護士になろうとする者は法曹学院から認められなければならず、まず法曹学院の会員にならなければならない。
弁護士団 (bar) とは、その法域の法廷弁護士全員を総称する言葉である。事実上又は法律上、弁護士団には、法廷弁護士の業務の規律に関する権限を与えられているのが通常である。

## 各地域の法廷弁護士

### イングランド及びウェールズ

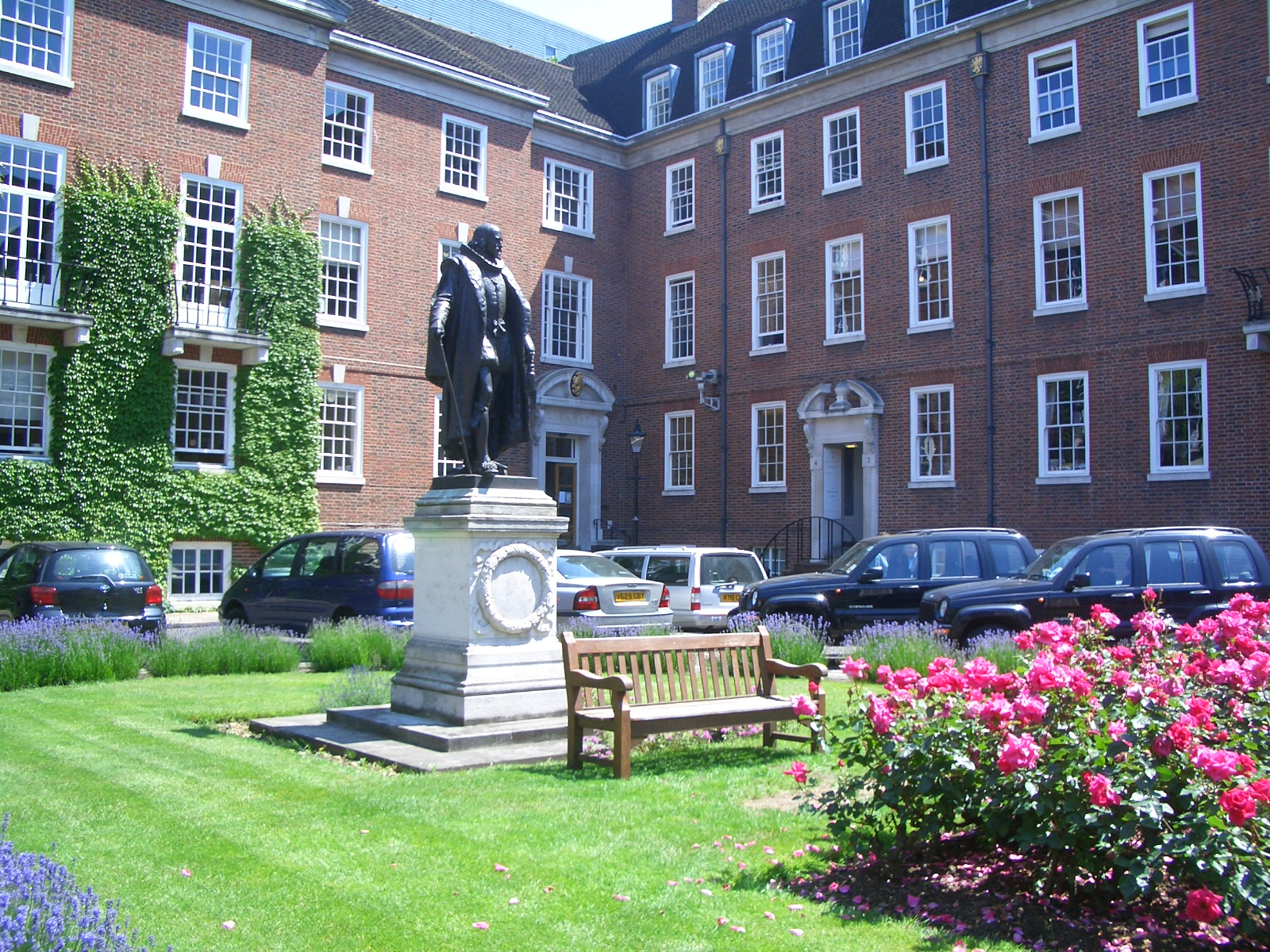
グレイ法曹学院（ロンドン）。

イングランド及びウェールズは、イギリスの地方自治制の下ではいくつかの行政区域に分かれるが、全体として一つの法域 (jurisdiction) を構成しているため、したがって一つの弁護士団が構成されている。
イングランドおよびウェールズでは、法廷弁護士（バリスター）は事務弁護士（ソリシター）とは別個の職業となっている。ただし、法廷弁護士と事務弁護士双方の資格を同時に取得することも可能であり、事務弁護士の資格を得るために法廷弁護士団から脱退する必要はない。
法廷弁護士は、弁護士団の弁護士規範委員会 (Bar Standards Board) の監督を受ける。
法廷弁護士になるためには、まず法学部の学位を取得する必要があり、法学部以外の学位の場合は1年の共通専門職試験 (Common Professional Examination (CPE)) 課程を修了する必要がある。そして、その後、法曹院に入学する。法曹院での法曹職業訓練コース (Bar Vocational Course (BVC)) はフルタイムで1年、又はパートタイムで2年である。研修生を法廷弁護士団に招き入れる (call to bar)、すなわち法廷弁護士の資格を授与することができるのは法曹院だけである。法曹院は、研修生及び法廷弁護士に対する教育・研鑽活動を行っており、各種の補助金・奨学金の制度もある。イングランド及びウェールズには、グレイ法曹院 (Gray's Inn)、リンカーン法曹院 (Lincoln's Inn)、ミドル・テンプル (Middle Temple)、インナー・テンプル (Inner Temple) の四つの法曹院がある。いずれもロンドン中心部の王立裁判所 (Royal Courts of Justice) 近くに置かれている。 
法曹学院から法廷弁護士の資格を授与された後も、独立して実務を行えるようになる前に、まず12か月の実務修習期間 (pupillage) を経なくてはならない。最初の6か月は先輩の実務家の後を付いて回り、その後に自分自身の法廷業務を担当し始める。この実習期間を無事終えると、多くの法廷弁護士が、建物や事務員の経費を共同負担する事務所 (Chamber) に入るが、個人で開業する者もいる。
2004年12月の時点で、独立開業している法廷弁護士が1 万1500人余りいる。そのうち約10%は勅選弁護士 (Queen's Counsel) であり、その他の弁護士を普通弁護士（ジュニア・バリスター）という。組織内弁護士 (in-house counsel) として民間事業体・地方政府・中央政府・学術機関に雇用されている法廷弁護士も多い（約2800人）。
2004年6月から、イングランド・ウェールズでは、法廷弁護士が、事務弁護士を介さず、一般市民からの法律相談を直接受け付けられる制度（パブリック・アクセス）が始まった。パブリック・アクセスを受け付ける法廷弁護士は、法科大学で行われる1日の課程を修了する必要がある。現在、20人に1人の法廷弁護士がこの資格を得ている。
法廷弁護士が、このように一般人からの委任を受けられるようになったのは最近のことで、2004年6月の弁護士団一般理事会によるルール変更によるものである。パブリック・アクセスの制度は、法制度を一般市民に開かれたものにし、法的アドバイスをより簡単かつ安価に得られるようにしようとする取組みの一環として導入された。これは、事務弁護士と法廷弁護士の区別も小さくするものであった。ただ、法廷弁護士が行えない事務弁護士の仕事も一定程度残っており、区別がなくなったわけではない。
1874年、星亨は太政官より英国留学を命ぜられ、ミドル・テンプルに入学、1877年6月には日本人初の法廷弁護士資格取得者となった。星は帰国後の1878年2月に、司法省付属代言人の第一号となっている。

### 北アイルランド
2003年4月の時点で、北アイルランドには独立開業の法廷弁護士が554人いた。うち66人が勅選弁護士であり、これは、高い名声を持ち、大法官の推薦に基づき国王から上席の弁護士として任命された者である。
勅選弁護士以外の法廷弁護士は、普通弁護士（ジュニア・カウンセル）といい、BL (Barrister-at-Law) の称号で呼ばれる。「ジュニア」という用語は誤解を招きやすいが、普通弁護士の多くは豊富な専門知識を有した経験のある法廷弁護士である。
ロンドンの四つの法曹学院とダブリンのキングズ・インは、数百年前から、評議員 (benchers) が統括していた。北アイルランド法曹学院は、1983年の法曹学院構成法施行までは評議員が統括していたが、1983年以降は、評議員、執行理事会及び総会に集まった法曹学院メンバーが統括権を分有している。
執行理事会は、法曹院研修生への入学申込者が提出した請願書や、法曹院研修生が法廷弁護士の資格授与を求める請願書を検討し、評議員に対し推薦を行う任務を有している。これらの請願書についての最終的な判断は評議員が行う。評議員は、このほか、研修生の退学又は停学、法廷弁護士の除名、業務停止について専属的権限を持っている。
執行理事会 (Executive Council) は、また、教育、研修生の授業料、法廷弁護士の資格授与（ただし資格授与は評議員から招へいされた北アイルランド首席判事が行う）、法曹図書館（弁護士団の法律実務家は全員所属している）の運営、他国の同様の機関との連絡などに関与する。
弁護士団理事会 (Bar Council) は、法曹の規範、名誉、独立性の維持を責務としており、職業倫理委員会 (Professional Conduct Committee) を通じて、構成員に対する職業的能力についてのクレームを受け付け、調査を行う。

### スコットランド
スコットランドでは、法廷弁護士はアドヴォケイトと呼ばれる。
スコットランドでは、アドヴォケイトの資格授与及び行為規範については、法曹学院ではなくアドヴォケイト同業者団体 (Faculty of Advocates) が監督を行う。

### カナダ
カナダの各州では、法廷弁護士と事務弁護士の職業は一元化しており、しばしば「barrister and solicitor」（法廷弁護士兼事務弁護士）と呼ばれることがある。

### アイルランド
アイルランドでは、法曹団への加入は、バリスター・アット・ロー (B.L.) の学位を得た者に許される。その学位の授与は、キングズ・インによって行われる。弁護士のうち上席の者は、選ばれて勅選弁護士団 (en:Inner Bar) に昇格することがあり、その場合はシニア・カウンセル (S.C.) と呼ぶ。勅選弁護士団への加入は最高裁判所の前での宣言によって行われる。
現在まで教育を担っている法曹学院が、キングズ・インである。イングランド及びウェールズの法廷弁護士と異なり、アイルランドの法廷弁護士は単独開業の実務家であり、事務所やパートナーシップを設立することはできない。新人の法廷弁護士は、7年以上の経験を持つ先輩法廷弁護士の下で実習生として働く。実習は義務であり、1年間である。もう1年実習を続ける場合が多いが、それは義務的なものではない。

### オーストラリア
オーストラリアのニューサウスウェールズ州、ビクトリア州及びクイーンズランド州では、分業制が行われている。各州の弁護士会 (Bar Association) が、イギリスにおける法曹院の役割を担っている。法廷弁護士 (Counsel) は、上位の裁判所では伝統的なイギリスの服装（ウィッグ、ガウン、ジャボ（胸元のひだ飾り））を身に着ける。下位の裁判所では現在はそのような正装は行われない。
西オーストラリア州、オーストラリア首都特別地域及び南オーストラリア州では、法廷弁護士と事務弁護士は一元化されている。

### 香港
香港でも法律職は法廷弁護士（大律師）と事務弁護士（律師）の二つに分かれている。

### アメリカ合衆国
アメリカ合衆国では、法廷弁護士と事務弁護士の違いはない。すべての弁護士 (州により名称は異なるが、attorny-at-lawなど。) が、その登録された州の法廷で弁論を行うことができる。ただし、いくつかの州の上訴裁判所では、弁護士が陳述や訴訟活動を行うために特別の資格を得ることが必要とされている。連邦裁判所では、その裁判所で訴訟活動を行うために当該裁判所の弁護士団への加入が要求される。州の上訴裁判所でも連邦裁判所でも、特別な試験はない（連邦地方裁判所では、法律実務と当該裁判所での手続についての試験を課すところがある）。試験が課せられない場合、弁護士団への加入は、基本的に裁判所所在州で免許を受けた弁護士に認められる。一部の連邦裁判所では、アメリカのどの法域で免許を受けた弁護士にも加入を認めている。